# Sorø Museum
Sorø Museum er et lokalmuseum i Sorø på Midtsjælland. Det er indrettet i en gammel kro opført i 1624, der er en af byens ældste bygninger. Siden januar 2013 har museet været en del af Museum Vestsjælland.

## Historie
Den 13. januar 1624 gav Christian 4. ordre til, at der skulle etableret en kro i Sorø til de besøgende til Sorø Akademi, der havde åbnet året inden. Opførslen startede samme år og blev færdiggjort i 1625. Bygningen havde også et slagteri.
Bygningen blev senere brugt som bopæl for professorers på akademiet. Det har været et museum siden 1923.

## Beskrivelse
Bygningen var oprindeligt travéer lang og i to stokværk. Mange af detaljerne er typiske for renæssancearkitektur. Arkitekten Frederik Carl Christian Hansen udvidede bygningen i 1899-1990, med yderligere tværgående længer i en etage, og større kviste.
En anden bygning på bagsiden af den ene mod gaden, der også stammer fra 1600-tallet, er ligeledes 15 travéer lang, men kun én etage høj. Denne har dog undergået en større ombygning i 1700-tallet, og flere gange siden.
De toppede brosten mellem de to bygninger og langs gaden er de sidste rester af den gamle belægning i Sorøs hovedgade.

## Udstilling
Museet fremviser en kronologisk udstilling om Sorø og de omkringliggende områder.

## Joachim Bursers Apotekerhave
Joachim Bursers Apotekerhave findes på bagsiden af museet. Den er anlagt som en apotekerhave fra 1600-tallet, og er anlagt af af en frivillige forening i samarbejde med museet. Den er navngivet efter Joachim Burser, der var en tysk botaniker og læge, der blev kaldt til Danmark af Christian 4. i 1625 og udnævnt til professor på Sorø Akademi, og fungerede som byens anden apoteker. Alle planterne i haven er fundet i hans katalog over planter, og et typiske planter fra apotekerhaver fra perioden.